# Eudorylas quartarius
Eudorylas quartarius är en tvåvingeart som först beskrevs av Enrico Adelelmo Brunetti 1912.  Eudorylas quartarius ingår i släktet Eudorylas och familjen ögonflugor. Inga underarter finns listade i Catalogue of Life.